# Classe Topaze
La classe Topaze, nota anche come classe Gem è stata un gruppo di quattro incrociatori leggeri costruiti per la Royal Navy britannica. Delle 4 unità, una, l'Amethyst passò alla storia per essere il primo scafo della categoria a possedere motori a turbina, che sebbene non garantissero molto in termini di velocità, iniziarono, tecnicamente parlando, una nuova era.

## Progetto
Le 4 navi di questa classe sono state a tutti gli effetti un'importante innovazione nell'ambito della Marina Britannica. Esse sono state infatti concepite come incrociatori leggeri. In effetti, la classe di navi in parola ha avuto un ruolo evolutivo anche nell'ambito della sua stessa realizzazione, come si vedrà.
A tutti gli effetti, gli incrociatori leggeri derivano da quelli protetti. Essi sono stati ricavati dal concetto dei primi incrociatori corazzati la cui armatura, tuttavia, a causa delle scarse qualità dei metalli impiegati, non era in grado di proteggerli se non appesantendoli con tanto peso extra da renderli non più veloci delle corazzate, e dunque, in pratica li rendeva delle corazzate di seconda o terza classe. A quel punto si decise di rinunciare alla cintura corazzata, ovvero alla protezione delle fiancate, per lasciare solo un ponte corazzato e altre strutture minori. Il ponte corazzato non era orizzontale come si potrebbe immaginare, ma aveva una configurazione parzialmente tridimensionale. Partendo dalle murate della nave, esso infatti si inarcava, praticamente al livello del galleggiamento o appena di sopra, fino a proteggere le parti vitali dell'unità e in particolare i motori, con le loro alte macchine alternative e le relative caldaie. In effetti, si trattava di una struttura complessa a guscio di tartaruga, che portava via molto spazio e non offriva nessuna protezione ma solo una zavorra extra contro colpi e impatti subacquei. Tuttavia essa era un buon compromesso contro le granate che giungevano sopra la linea di galleggiamento, che essa, a mo' di scudo, in genere più spesso nelle parti inclinate che centrali, tendeva a fermare o a far rimbalzare dato l'angolo favorevole.
Ma l'evoluzione aveva prodotto rapidamente un nuovo tipo di corazzatura, con leghe in acciaio indurito superficialmente che offrivano circa il doppio della protezione rispetto alla massa.
Si giunse quindi alla fine del XIX secolo, e queste cominciarono a diventare diffuse. A quel punto gli incrociatori protetti, costruiti in gran numero soprattutto dalla Gran Bretagna cominciarono ad essere palesemente obsoleti e si ritornò agli incrociatori corazzati. Ma gli incrociatori protetti non si estinsero subito, perché diedero la luce, affinati e resi ancora più veloci, a quelli leggeri.
Tecnicamente parlando, la classe Gem era data in effetti da incrociatori protetti, seppure assai piccoli, che erano stati costruiti assieme agli ultimi 2 protetti, i Challenger. Queste navi offrono un confronto istruttivo, perché si trattava di unità da 5900t. con scafo di 145x17,1 m e motore da 12500 hp, dati da motrici alternative, per una velocità appena superiore a quella delle corazzate del tempo, ovvero 21 nodi (3 circa sopra il livello standard delle corazzate).
I Gem avevano un rapporto lunghezza-larghezza di circa 9:1, più simile a quello dei cacciatorpediniere, anziché 7:1. Essi avevano certamente meno robustezza strutturale, ma con un dislocamento di 3000t. erano in grado di raggiungere i 22 nodi, nonostante che le macchine installate a bordo non erano altrettanto potenti, data la minore spaziosità della nave, e fornivano soltanto 9800 hp.
In termini tecnici, i ‘Topaze’ erano navi con un ponte di castello a prua di media estensione (fino alla plancia comando), una lunghezza dello sperone di prua molto maggiore della prua da cui l'inclinazione negativa della linea di prua, 3 lunghi e slanciati fumaioli che seguivano la disposizione delle caldaie e che per ridurre la resistenza specie in caso di vento erano inclinati all'indietro, dando quasi una materiale rappresentazione della velocità che queste navi erano concepite per avere. Le motrici alternative, in 2 gruppi, erano sistemate su altrettanti assi portaelica. All'epoca era difficile che un singolo asse potesse sopportare oltre 5000 hp. La struttura della nave comprendeva anche 2 alberi molto alti e snelli, ricchi (come anche i fumaioli) di strutture metalliche filari, ma in questo caso non si trattava di controventature di sostegno, ma di antenne di una nuova, rivoluzionaria invenzione, la radio. La plancia di comando era alloggiata in una struttura bassa e larga.
L'armamento era dato da 12 cannoni da 102mm, sparanti granate da 15 kg circa a una decina di chilometri, al ritmo di circa 10 colpi al minuto. Erano armi leggermente inferiori alle equivalenti tedesche. Questa soluzione venne criticata da molti in quanto i Gem avrebbero potuto avere una potenza di fuoco maggiore sia pure con meno cannoni. Questi erano disposti nel seguente modo: 1 a prua, uno a poppa, 2 su casematte a livello del ponte per ciascun lato, 3 per fiancata sul ponte in postazioni scudate. Praticamente, sfruttando la lunghezza della nave si era scelta una combinazione tra la disposizione a diamante. Alcuni cannoni da 47mm per la difesa ravvicinata. Infine 2 lanciasiluri da 457mm (18 pollici) completavano la dotazione, sparando siluri che all'epoca erano non molto impressionanti: prestazioni tipiche erano una corsa di 1 km per 30 nodi di velocità e 30 kg di testata. Presto però anche queste caratteristiche sarebbero state molto migliorate, rendendoli qualcosa di più che armi supplenti allo speronamento diretto.
L'Amethyst che per la prima volta al mondo tra gli incrociatori di piccola taglia, ebbe turbine a ingranaggi tipo Parsons, che risultarono l'inizio di una nuova era perché ovviarono ai limiti di potenza delle motrici alternative, che oltretutto erano anche molto alte e pesanti. L'unico limite pratico era il consumo di carburante, maggiore alle velocità di crociera (ma inferiore a quelle elevate), pertanto furono previste turbine con un gruppo per l'alta velocità e uno per quella economica, ovviano, a scapito di una maggiore complessità, al principale svantaggio di queste macchine termodinamiche. Benché la differenza in prestazioni non fosse eccezionale (23,5 nodi con 12.000 hp) l'Amethyst risultò nondimeno l'inizio di una nuova era nel campo della progettazione delle navi militari. In poco tempo sarebbero stati raggiunti i 30 nodi e oltre.

## Unità
Le 4 navi della classe erano Amethyst, Diamone, Sapphire e Topaze.

## Servizio
In termini di servizio le 4 navi della classe si comportarono assai bene, anche se non senza inconvenienti.
Il gruppo operativo di Harwich (detto Harwichforce), al comando di Reginald Tyrwhitt, era costituito all'inizio della guerra da flottiglie di cacciatorpediniere con complessive 15-20 navi divise in squadriglie, ognuna comandata da un incrociatore leggero o un caccia conduttore (in inglese flottilla leader). L'Amethyst era uno di questi incrociatori comando, che offrivano al comandante una nave più sicura, stabile e efficiente di un semplice cacciatorpediniere. Ma questo incrociatore leggero era in servizio già da 10 anni e le sue macchine erano sorprendentemente logore, tanto che esso non superava i 18 nodi piuttosto che i 23,5 progettuali, così dopo pochi giorni di guerra il comandante chiese e subito ottenne di sostituirlo con una nave ben più efficiente e moderna, l'Arethusa.
Il Sapphire operò durante la campagna dei Dardanelli nel 1915, il Topaze e il Diamond salvarono i pochi superstiti della corazzata Formidabile che affondò al largo di Portland all'inizio della guerra, nel 1914.
In ogni caso, nonostante il servizio bellico li vedesse impegnati in varie missioni, esse erano troppo vecchie e piccole. La loro velocità era bassa per gli standard di una guerra che vedeva persino le corazzate moderne più veloci di essi in vari casi, ed erano oramai poco armati, per cui altri tipi di incrociatori leggeri li sostituirono nelle missioni più importanti. L'armamento offriva margini di miglioramento e così alcuni ebbero 4 dei cannoni da 102 sostituiti da 2 da 152mm, che con una gittata simile, 12 km recapitavano granate 3 volte più pesanti, cosa che nonostante la riduzione della cadenza di tiro a 4-5 colpi al minuto, non mancò di dimostrarsi decisiva contro navi armate con cannoni classe 100mm (come i tedeschi scoprirono a loro spese), ma nessun Gem si produsse in scontri diretti durante il conflitto con navi analoghe tedesche e nessuno di essi, in ogni caso, andò perduto in guerra.